# Ликокремасма
Ликокремасма (на гръцки: Λυκοκρέμασμα) е бивше село в Република Гърция, дем Гревена, област Западна Македония.

## География
Селото е било разположено високо на 1100 m надморска височина в Пинд, под едноименния връх в Талиарос, по горното течение на Жужелската река, североизточно от Самарина, югоизточно от Жужел (Зузули) и югозападно от Пендалофос (Жупан), в землището на Самарина.

## История
Селото е основано непосредствено преди Втората световна война от власи скотовъдци. Селото е разсипано по време на Втората световна война и не е възстановено повече.
| Година    | 1913 | 1920 | 1928 | 1940 | 1951 | 1961 | 1971 | 1981 | 1991 | 2001 | 2011 | 2021 |
| --------- | ---- | ---- | ---- | ---- | ---- | ---- | ---- | ---- | ---- | ---- | ---- | ---- |
| Население |      |      |      | 33   |      |      |      |      |      |      |      |      |